# Kippekausen

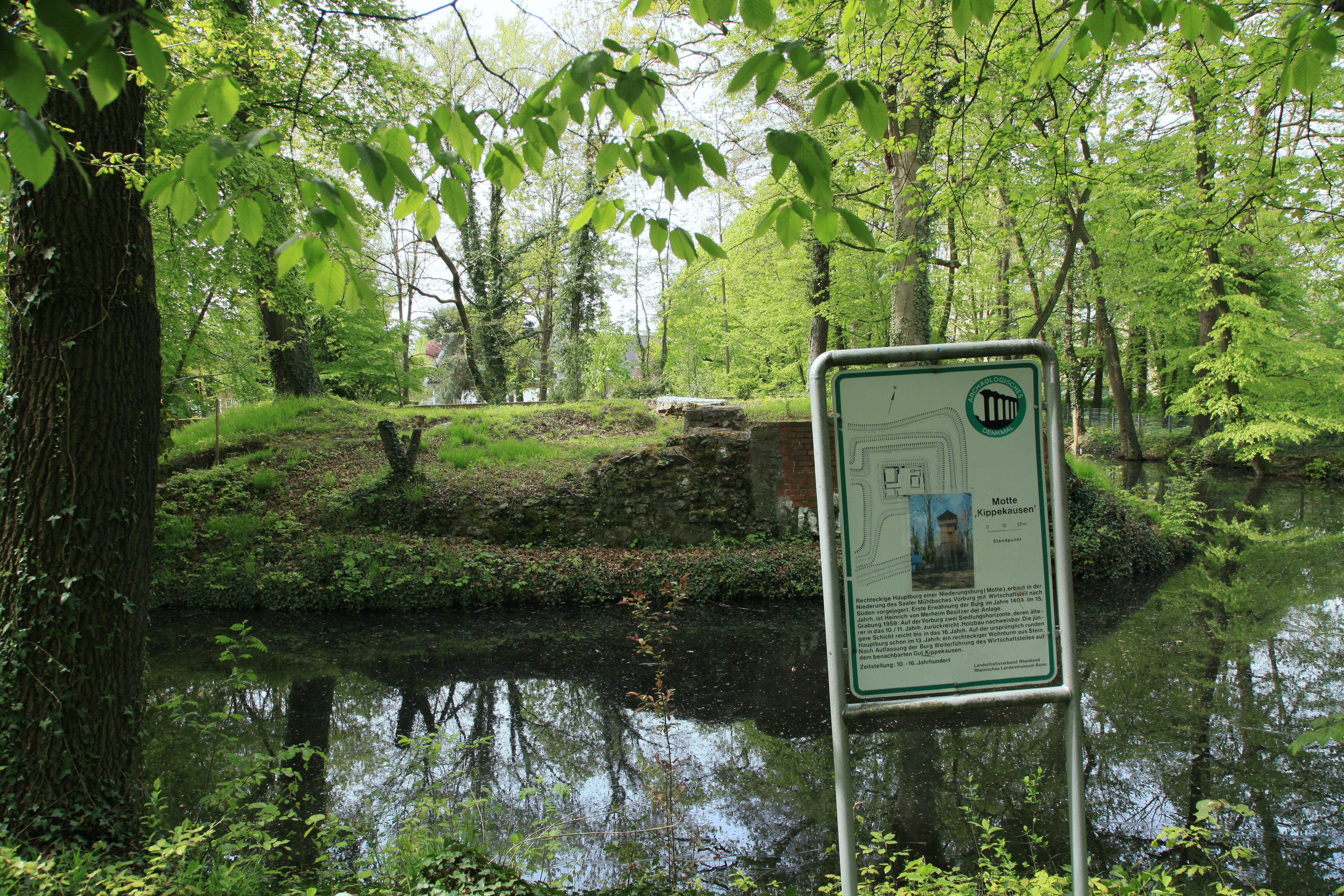
Motte Kippekausen (2015)

Kippekausen ist ein Stadtteil von Bergisch Gladbach und gehört unter Nr. 63 zum Statistik-Bezirk 6 der Stadt.

## Geschichte
Der Name des Stadtteils Kippekausen bezieht sich auf eine hochmittelalterliche Burganlage – die Motte Kippekausen –, die um das Jahr 1000 errichtet worden war. Die Burg wurde ab dem Beginn des 15. Jahrhunderts nicht mehr bewohnt, nachdem die ritterliche Eigentümerfamilie vermutlich ausgestorben war. Von da an war die Befestigungsanlage in einem ruinösen Zustand und in wirtschaftlicher Hinsicht bedeutungslos. In späteren Jahren errichtete hier die Familie von Merheim eine neue Hofstelle, die künftig Gut Kippekausen genannt wurde.  1843 erwarb Johann Anton Lautz (* 16. Dezember 1789 in Saarbrücken; † 21. März 1881 in Köln) das Gut, sein Sohn Heinrich später den Rest des alten Rittergutes Saal.
Sie hat bis in die zweite Hälfte des 20. Jahrhunderts bestanden und wurde, bedingt durch die Anlage der Parksiedlung Kippekausen, im Jahr 1965 niedergerissen.
Der Stadtteil entstand durch die kommunale Neugliederung 1975. Davor bildete Kippekausen zusammen mit Refrath, Alt Refrath und Lustheide den alten Bensberger Stadtteil Refrath.
Zu Kippekausen gehört auch der Bereich um den Saaler Mühlenteich herum mit der Eissporthalle und dem Wellnesscenter Mediterana, einer Thermalbad- und Saunaanlage. Der Teich ist das Relikt des früheren Braunkohlentagebaus der Grube Consolidation Alfred. Spuren von dieser Bergbautätigkeit finden sich auch im angrenzenden Wald Richtung Frankenforst.

## Bevölkerung

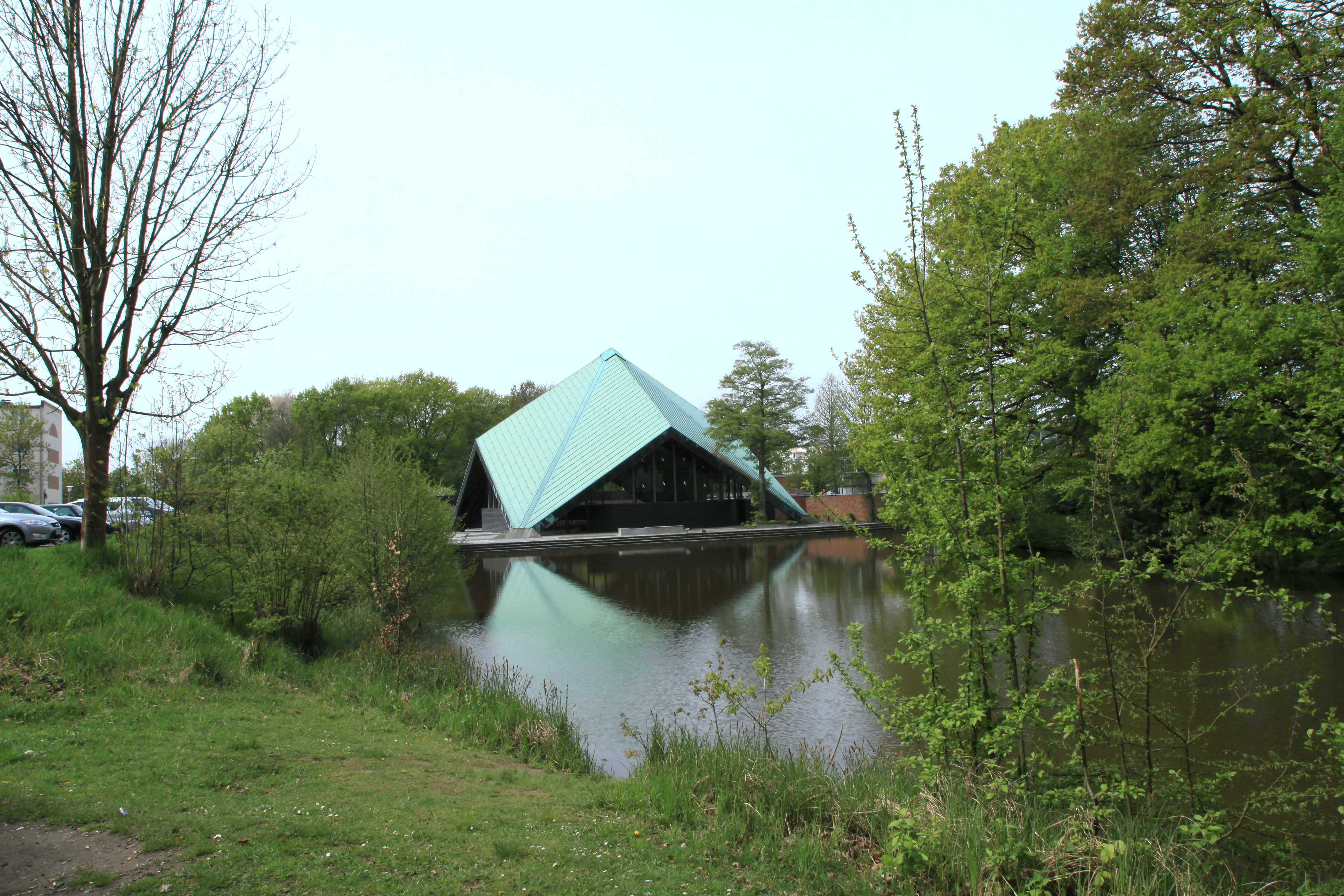
Evangelische Zeltkirche (2015)

Nach der Einwohnerdatei lebten zum 30. Juni 2017 in Kippekausen 2.527 Einwohner (davon 173 Ausländer). Die Altersgruppe über 65 Jahre war mit 633 Einwohnern (davon 17 Ausländer) deutlich stärker als die Altersgruppe unter 18 Jahre mit nur 447 Einwohnern (davon 13 Ausländer).

## Trivia
In Kippekausen ist die Sage des Kipphäuser von Refrath angesiedelt, der als Untoter in der Gegend um Refrath und den nahegelegenen Frankenforst gewütet haben soll. Er soll der Herr der Motte Kippekausen gewesen sein.
Die Kölner Punkband Ernte 77 veröffentlichte 2019 ihr drittes Album namens "Kippekausen". Das Coverbild spielt auf die Station Kippekausen der KVB an.